# بيتر برودريك
بيتر برودريك (بالإنجليزية: Peter Broderick)‏ هو ملحن أمريكي، ولد في 20 يناير 1987 في بورتلاند في الولايات المتحدة.

## وصلات خارجية
- بيتر برودريك على موقع IMDb (الإنجليزية)
- بيتر برودريك على موقع ميوزك برينز (الإنجليزية)
- بيتر برودريك على موقع أول ميوزيك (الإنجليزية)
- بيتر برودريك على موقع ديسكوغز (الإنجليزية)